# Коростино (Волгоградська область)
Коростино (рос. Коростино) — село у Котовському районі Волгоградської області Російської Федерації.
Населення становить 1133 особи. Входить до складу муніципального утворення Коростинське сільське поселення.

## Історія
Село розташоване у межах українського історичного та культурного регіону Жовтий Клин.
Згідно із законом від 22 грудня 2004 року № 974-ОД органом місцевого самоврядування є Коростинське сільське поселення.

## Населення
| 2010 | 2012  | 2013  |
| ---- | ----- | ----- |
| 980  | ↗1168 | ↘1133 |